# Кравченко, Иван Иванович
Иван Иванович Кравченко — советский военный, государственный и политический деятель, генерал-лейтенант.

## Биография
Родился в 1920 году в селе Гуляевка. Член КПСС.
С 1936 года — на военной службе, общественной и политической работе. В 1936—1976 гг. — красноармеец-музыкант, курсант офицерской школы, участник Великой Отечественной войны, командир стрелкового батальона в 441-м стрелковом Краснознаменном полку 116-й стрелковой Харьковской Краснознаменной дивизии, командир батальона в стрелковом полку Прикарпатского военного округа, командир мотострелкового полка, начальник штаба дивизии. С сентября 1963 года — командир 37-й гвардейской учебной мотострелковой дивизии (в феврале 1965 года номер дивизии заменён на «63-я гвардейская»). С октября 1966 года — начальник Киевского высшего общевойскового командного училища, затем командир 12-м армейского корпуса, представитель Главного командования объединенных Вооруженных Сил стран Варшавского Договора в Чехословакии, помощник командующего войсками Северо-Кавказского военного округа по военно-учебным заведениям и вневойсковой подготовке.
Делегат XXIV съезда КПСС.
Умер в Киеве 24 мая 1988 года. Похоронен на Лесном кладбище Киева.

## Воинские звания
- Генерал — майор (16.06.1965)
- Генерал — лейтенант (8.11.1971)